# Mount Buckley
Mount Buckley är ett berg i Antarktis. Det ligger i Östantarktis. Nya Zeeland gör anspråk på området. Toppen på Mount Buckley är 2 621 meter över havet.
Terrängen runt Mount Buckley är kuperad österut, men västerut är den platt. Mount Buckley är den högsta punkten i trakten. Trakten är obefolkad. Det finns inga samhällen i närheten.